# Antic sistema defensiu de Flix
L'Antic sistema defensiu de Flix és una obra de Flix (Ribera d'Ebre) inclosa a l'Inventari del Patrimoni Arquitectònic de Catalunya. Està ubicat al sud del nucli antic de la població de Flix, a la riba dreta del meandre que conforma el riu Ebre, a la zona coneguda i denominada com a Riu de Baix.

## Descripció
Es tracta de les restes conservades de l'antic sistema defensiu de Flix, format per diversos trams de muralla i torres construïts en el talús de la riba del riu, des de les instal·lacions de la central hidroelèctrica fins a l'altura de l'avinguda de Circumval·lació. Prop del club nàutic, a la zona coneguda popularment com "lo Balconet", hi ha les restes d'una torre de planta circular que es troba adossada a un tram de la muralla moderna. La torre, probablement medieval, està bastida en pedra petita desbastada i sense treballar, amb algun carreu més gran integrat al parament, tot lligat amb morter de calç. El tram de muralla forma un angle tancat i està bastit amb carreus de pedra ben escairats, disposats en filades regulars i amb pedra més petita falcant les juntures. Per la cartografia antiga conservada (plànol del sistema defensiu de Flix de Beaulieu) és possible que aquest llenç es correspongui amb el baluard inferior del sistema defensiu de Flix, que es trobava en funcionament al segle xvii, durant la guerra dels Segadors (1640-1652). Una mica més endavant, a tocar del Pas de la Barca, es conserven les restes d'una altra torre de grans dimensions i planta més o menys circular, integrada a la paret que delimita la pista d'estiu. Està bastida en pedra sense treballar disposada irregularment, tot i que ha estat reformada i arrebossada en ciment. Si continuem avançant, a l'altura de l'antic Pas de la Barca destaca un habitatge destinat a taller de ceràmica, amb adreça al Passeig de l'Ebre, 37 i formant cantonada amb el camí del Mercat al Riu, que es correspon amb una altra de les torres del sistema defensiu. Tot i que l'edifici ha estat completament rehabilitat, s'intueix una torre de planta rectangular que conserva dues filades d'espitlleres a diferent nivell, tot i que força reformades. La construcció és bastida en pedra sense treballar disposada irregularment. A l'altre extrem del camí del Mercat, davant del taller, es conserva un tram de mur atalussat de planta més o menys rectangular, bastit en pedra desbastada de mida mitjana disposada regularment, que es podria correspondre amb un tram de mur o torre, que juntament amb el taller de ceràmica podrien haver format d'un accés a l'interior del recinte emmurallat. Més endavant, formant cantonada entre el passeig de l'Ebre i el carrer Montserrat, hi ha un llenç de muralla atalussat i disposat formant un angle d'uns 45 graus, bastit en carreus de pedra ben escairats disposats en filades regulars i lligat amb morter de calç. No es descarta que aquest tram es correspongui amb el baluard superior del sistema defensiu de Flix, en funcionament al segle xvii durant la guerra dels Segadors (1640-1652), segons el plànol de Beaulieu.
A la Roca del Tormo, en paral·lel al traçat del carrer Sant Jordi i a pocs metres del tram anterior, hi ha les restes d'una altra torre de planta ovalada, de la que s'intueixen dos pisos. Està bastida en pedra sense treballar de mida petita i mitjana, lligada amb morter de calç, i està tancada per un llenç de muralla que presenta les mateixes característiques constructives que la torre, dada que fa pensar que es corresponguin amb el traçat defensiu medieval de la vila. Avançant una mica més, a la mateixa Roca del Tormo i formant part de la paret posterior de dues cases actuals, hi ha dos trams de muralla bastits amb carreus de pedra desbastats disposats en filades regulars, assimilables als trams documentats d'època moderna, que emmarquen les restes d'una torre circular reformada, tot i que el parament és molt similar a les torres medievals. Per acabar, a l'altura del carrer de la Circumval·lació i tocant a la riba del riu, es conserva una torre de grans dimensions i planta ovalada, probablement distribuïda en tres pisos i bastida en pedra sense treballar de mida petita, lligada amb morter de calç. Presenta una obertura d'arc rebaixat, que donava accés a la part superior de l'element. Ha estat identificada com una de les torres del sistema defensiu medieval.

## Història
El sistema defensiu vell de Flix fa referència a les muralles i torres de defensa que, juntament amb el Castell Vell, ja existien prèviament a la construcció del Castell Nou o Castell Carlí que data de 1837. El Castell Vell es remunta, almenys en una primera fase, en els segles VIII i IX, hipòtesi recolzada per l'existència de diferents castells d'origen àrab als voltants de Flix, com podria ser el castell de Miravet.
La primera documentació escrita del castell d'origen sarraí es troba en una donació de Ramon Berenguer IV a Bonifaci de Volta datada l'any 1154. Tres anys més tard donà tres parts d'aquest al seu hereu Gasquet. Posteriorment, vers el 1257, Jaume I el donà a la seva amant Teresa Gil de Vidaure, qui el 1270 el vengué a Arnau de Bosc.
Durant el següent segle cal destacar que el 1308 el senyor de Flix Pere de Bosc, atorgà el privilegi dels Costums de Flix i que el 1398 la ciutat de Barcelona va comprar al monarca la baronia de Flix per a dominar el tràfic fluvial de l'Ebre.
En temps de la guerra contra Joan II, el batlle de Flix Francesc de Vilanova defensà aferrissadament el castell des del 1462, defensa que implicava dificultats, no solament per la proximitat de la frontera amb Aragó, sinó també pel veïnatge amb el comtat de Prades, en mans d'un fervent joanista. Flix es defensà fins que vençudes Tarragona i Tortosa, Bernat Ginestar, que guardava el castell el juliol de 1466, el lliurà a Joan II. Aquest concedí el castell al cavaller aragonès Joan de França. El 1481 Ferran el Catòlic ordenà de retornar a la ciutat de Barcelona el castell i la vila de Flix.
És documentat que el 1576 s'ordenava als vassalls de Flix que obressin diverses reparacions a les barbacanes del castell.
Posteriorment a aquesta guerra el castell i la vila fortificada patiren els atacs durant el conflicte de la guerra del Segadors (1640-1652).
Finalment la fortalesa fou destruïda al segle xviii durant la Guerra de Successió.
Pel que respecta l'origen de les muralles i torres velles és incert, donat que es desconeix el precís moment en què Flix les va bastir, ampliant la defensa del castell vell d'origen sarraí, però gràcies a la diferent cartografia antiga, com el plànol de la vila de Flix encarregat pel rei francès Lluís XIV a l'enginyer militar francès Sebastien de Pontault (conegut com a senyor de Bealieu), es demostra que, com a mínim, en el segle xvii ja existien.
Així doncs hom sap que durant la guerra del Segadors les muralles velles ja eren bastides i en ple funcionament. Constància d'això es recull en un document de l'any 1642 on els consellers de Barcelona ordenen als ciutadans de Flix que tinguin cura de les seves fortificacions. També es documenta l'arribada d'un enginyer francès amb la missió d'arreglar les muralles de la vila l'any 1647.
L'any 1783 B. Espinalt menciona que el castell de Flix és arruïnat i és lògic pensar que les muralles també eren malmeses.
D'altra banda s'ha d'esmentar un plànol documentat en "El Atlas del Marqués de Heliche", obra encarregada vers el 1650 per don Gaspar de Haro y Guzmán, Marqués de Heliche, fill primogènit de don Luis Méndez de Haro, vàlid del rei Felipe IV.
Aquesta obra cartogràfica conté diferents imatges de places fortes del pintor bolonyès Leonardo de Ferrari, entre elles hi ha una plànol de Flix i, encara que l'obra en qüestió és realitzada posteriorment als mapes de Bealieu, el plànol ha de ser més antic donat que encara no hi surt representada la muralla per a defensar la part de les Illes. Com a anècdota s'ha de mencionar que aquesta obra nomenada "Imágenes de un mundo perdido", conformada per 131 plànols de ciutats i fortaleses, va ser trobat a l'arxiu militar de Suècia i publicat per la Junta de Extremadura l'any 2004.
Les últimes intervencions arqueològiques realitzades l'any 2009, han pogut documentar fins a nou torres de defensa i diferents trams de muralla. Així doncs els arqueòlegs basant-se en aquests plànols atribueixen d'una banda una cronologia general d'època moderna a les muralles, construïdes entre els segles xvi i xviii, seguint l'estil de fortificació renaixentista de planta estrellada de l'època defensada amb baluards, i d'altra banda, una cronologia medieval a les torres de planta ovalada documentades, part d'un sistema de defensa anterior que va ser reutilitzat i integrat en el d'època moderna.